# 三尖小鮋
三尖小鮋是輻鰭魚綱鮋形目鮋亞目鮋科的其中一種，為熱帶海水魚，分布於西印度洋索馬利亞與肯亞海域，棲息深度73-176公尺，體長可達5.1公分，棲息在底層水域，生活習性不明。

## 扩展阅读
維基物種上的相關：三尖小鮋